# Laine MacNeil
Laine MacNeil (Surrey (Brits-Columbia), 28 oktober 1996) is een Canadese actrice.

## Carrière
MacNeil begon in 2009 als jeugdactrice met acteren in de film Mr. Troop Mom, waarna zij nog meerdere rollen speelde in films en televisieseries. 

## Filmografie

### Films
- 2021 The Baker's Son - als Heather
- 2020 An Introvert's Guide to High School - als Emily
- 2020 Spontaneous - als Jenna
- 2016 The Edge of Seventeen - als TCBY-meisje
- 2016 On the Farm - als meisje
- 2015 The Hollow - als Jill
- 2015 R.L. Stine's Monsterville: The Cabinet of Souls - als Andrea Payton
- 2014 Damaged - als Macey
- 2014 The Unauthorized Saved by the Bell Story - als tienermeisje
- 2013 Horns - als jonge Glenna Shepherd (13 jaar oud)
- 2012 Diary of a Wimpy Kid: Dog Days - als Patty Farrell
- 2012 The Pregnancy Project - als Payton
- 2011 Diary of a Wimpy Kid: Rodrick Rules - als Patty Farrell
- 2010 Diary of a Wimpy Kid - als Patty Farrell
- 2009 Mr. Troop Mom - als Kayla

### Televisieseries
Uitgezonderd eenmalige gastrollen.
- 2016-2017 You Me Her - als Ava - 15 afl.
- 2013 The Killing - als Angie Gower - 3 afl.

## Young Artist Award
| jaar | categorie                                                          | film/televisieserie                 | resultaat   |
| ---- | ------------------------------------------------------------------ | ----------------------------------- | ----------- |
| 2015 | Beste Optreden door een Jeugdige Gastactrice in een Televisieserie | Strange Empire                      | genomineerd |
| 2014 | Beste Optreden door een Jeugdige Gastactrice in een Televisieserie | R.L. Stine's The Haunting Hour      | genomineerd |
| 2013 | Beste Optreden door een Cast in een Film                           | Diary of a Wimpy Kid: Dog Days      | gewonnen    |
| 2013 | Beste Optreden door een Jeugdige Gastactrice in een Film           | Diary of a Wimpy Kid: Dog Days      | gewonnen    |
| 2013 | Beste Optreden door een Jeugdige Gastactrice in een Televisieserie | Falling Skies                       | genomineerd |
| 2012 | Beste Optreden door een Jeugdige Gastactrice in een Film           | Diary of a Wimpy Kid: Rodrick Rules | gewonnen    |
| 2012 | Beste Optreden door een Jeugdige Gastactrice in een Televisieserie | Shattered                           | Genomineerd |
| 2011 | Beste Optreden door een Cast in een Film                           | Diary of a Wimpy Kid                | gewonnen    |
| 2011 | Beste Optreden door een Jeugdige Gastactrice in een Film           | Diary of a Wimpy Kid                | genomineerd |